# Frederikke Dahl Hansen
Frederikke Dahl Hansen (* 26. März 1994 in Kopenhagen) ist eine dänische Schauspielerin.

## Leben
Hansen wurde am 26. März 1994 in Kopenhagen geboren. Ihren ersten Auftritt absolvierte sie 2009 in acht Folgen der Fernsehserie The Man With the Golden Ears. 2011 hatte sie ihre erste Filmrolle in Frit fald. Zwischen 2014 und 2015 war sie in Heartless zu sehen. Anschließend trat sie 2018 in Die Wege des Herrn auf. Außerdem wurde Hansen 2019 für den Film Königin gecastst. In der Fernsehserie Limboland hatte sie 2020 bis 2021 eine wiederkehrende Rolle.

## Filmografie
- 2009: The Man With the Golden Ears (Manden Med De Gyldne Ører, Fernsehserie, 8 Folgen)
- 2011: Frit fald
- 2012: You & Me Forever
- 2014: Copenhagen
- 2014–2015: Heartless (Fernsehserie, 8 Folgen)
- 2017: Danmark
- 2018: Die Wege des Herrn (Herrens veje, Fernsehserie, 2 Folgen)
- 2019: Königin (Dronningen)
- 2020: Noia (Fernsehserie, 8 Folgen)
- 2020: Hotel Paradis (Fernsehserie, 8 Folgen)
- 2020–2021: Limboland (Fernsehserie, 16 Folgen)
- 2021: Min kamp (Miniserie, Folge 1x04)
- 2022: Elvira (Fernsehserie, 6 Folgen)
- 2023: Den, der lever stille
- seit 2023: Die Krankenschwester (The Nurse, Miniserie)